# Vert-le-Petit
Vert-le-Petit – miejscowość i gmina we Francji, w regionie Île-de-France, w departamencie Essonne.
Według danych na rok 1990 gminę zamieszkiwało 2025 osób, a gęstość zaludnienia wynosiła 296 osób/km² (wśród 1287 gmin regionu Île-de-France Vert-le-Petit plasuje się na 484. miejscu pod względem liczby ludności, natomiast pod względem powierzchni na miejscu 560.).